# 강준기
강준기(康俊其, 1973년 4월 28일 ~ 2003년)는 LG 트윈스의 전 야구 선수다. 공주중학교 감독으로 있던 중 교통사고로 사망했다.

## 출신 학교
- 공주고등학교
- 동국대학교

## 같이 보기
- 1996년 LG 트윈스 시즌